# Oostenrijk op het Eurovisiesongfestival 2016

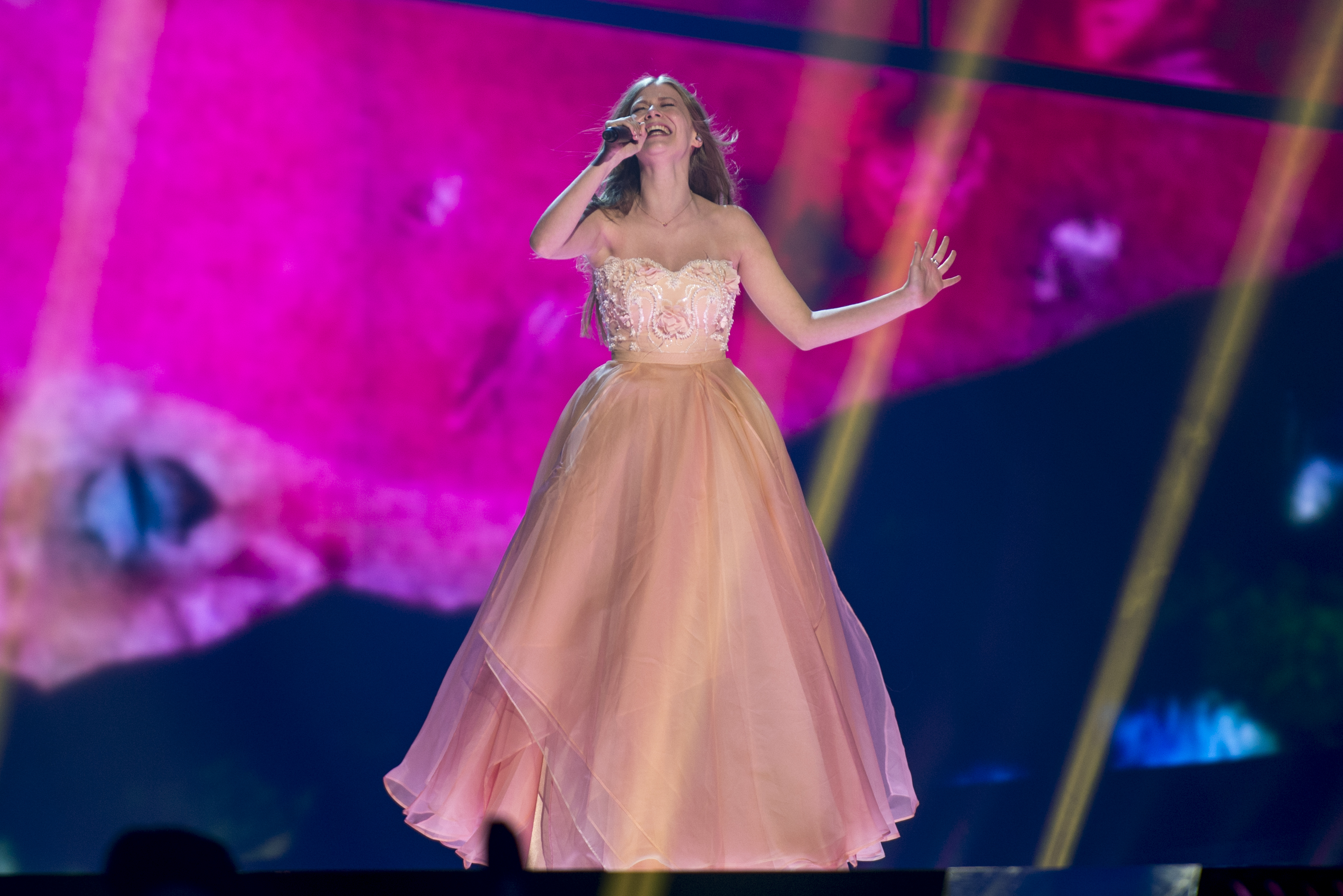
Zoë tijdens het Eurovisiesongfestival 2016

Oostenrijk nam deel aan het Eurovisiesongfestival 2016 in Stockholm, Zweden. Het was de 49ste deelname van het land aan het Eurovisiesongfestival. ORF was verantwoordelijk voor de Oostenrijkse bijdrage voor de editie van 2016.

## Selectieprocedure
Op 14 september 2015 gaf het gastland van het Eurovisiesongfestival 2015 aan te zullen deelnemen aan de 61ste editie van het Eurovisiesongfestival. Er werd geopteerd voor een nationale finale om de act voor Stockholm te selecteren. Aan de finale namen tien artiesten deel. Negen daarvan werden geselecteerd door muziekexpert Eberhard Forcher, in samenspraak met Stefan Zechner van ORF. Een tiende naam werd gekozen via een poll op Facebook. AzRaH won op 14 januari deze online poll.
Tijdens de finale konden zowel een vakjury als het televotende publiek hun stem uitbrengen. Beide kampen waren goed voor de helft van de punten. De vakjury bestond uit Conchita Wurst, Madita en Julie Frost. Een panel van leden van de Oostenrijkse pers vormde tezamen het vierde lid van de vakjury. Elk van hen kon 1 tot 10 punten geven aan elke act. Deze punten opgeteld zorgde wederom van voor een rangschikking die omgevormd werd van 1 tot 10 punten. Deze punten werden opgeteld met die van de televoters. De top twee ging door naar de superfinale, waarin het grote publiek het laatste woord kreeg. De nationale finale vond plaats in hoofdstad Wenen en werd gepresenteerd door Andi Knoll en Alice Tumler. Uiteindelijk ging Zoë met de zegepalm aan de haal. Haar nummer Loin d'ici wordt de eerste Oostenrijkse inzending uit de geschiedenis die volledig in het Frans vertolkt wordt.

## Nationale finale
12 februari 2016
| Volgorde | Artiest                       | Lied                     |
| -------- | ----------------------------- | ------------------------ |
| 1        | Vincent Bueno                 | All we need is that love |
| 2        | LiZZA                         | Psycho                   |
| 3        | Orry Jackson                  | Pieces in a puzzle       |
| 4        | Elly V                        | I'll be around (bounce)  |
| 5        | Lia                           | Runaway                  |
| 6        | Céline Roscheck & Farina Miss | Sky is the limit         |
| 7        | AzRaH                         | The one                  |
| 8        | Sankil Jones                  | One more sound           |
| 9        | Bella Wagner                  | Weapons down             |
| 10       | Zoë                           | Loin d'ici               |

### Superfinale
| Plaats | Artiest | Lied                    |
| ------ | ------- | ----------------------- |
| 1      | Zoë     | Loin d'ici              |
| 2      | Elly V  | I'll be around (bounce) |

## In Stockholm
Oostenrijk trad in Stockholm in de eerste halve finale op dinsdag 10 mei 2016 aan. Zoë trad als twaalfde van achttien acts op, net na Minus One uit Cyprus en gevolgd door Jüri Pootsmann uit Estland. Oostenrijk wist zich te plaatsen voor de finale op zaterdag 14 mei.
In de finale trad Oostenrijk als vierentwintigste van de 26 acts aan en haalde er de 13de plaats.
1957 · 1958 · 1959 · 1960 · 1961 · 1962 · 1963 · 1964 · 1965 · 1966 · 1967 · 1968 · 1969-1970 · 1971 · 1972 · 1973-1975 · 1976 · 1977 · 1978 · 1979 · 1980 · 1981 · 1982 · 1983 · 1984 · 1985 · 1986 · 1987 · 1988 · 1989 · 1990 · 1991 · 1992 · 1993 · 1994 · 1995 · 1996 · 1997 · 1998 · 1999 · 2000 · 2001 · 2002 · 2003 · 2004 · 2005 · 2006 · 2007 · 2008-2010 · 2011 · 2012 · 2013 · 2014 · 2015 · 2016 · 2017 · 2018 · 2019 · 2020 · 2021 · 2022 · 2023 · 2024 · 2025
Albanië · Armenië · Australië · Azerbeidzjan · België · Bosnië en Herzegovina · Bulgarije · Cyprus · Denemarken · Duitsland · Estland · Finland · Frankrijk · Georgië · Griekenland · Hongarije · Ierland · IJsland · Israël · Italië · Kroatië · Letland · Litouwen · Macedonië · Malta · Moldavië · Montenegro · Nederland · Noorwegen · Oekraïne · Oostenrijk · Polen · Rusland · San Marino · Servië · Slovenië · Spanje · Tsjechië · Verenigd Koninkrijk · Wit-Rusland · Zweden · Zwitserland